# 马克思主义统一工人党

马克思主义统一工人党党旗

马克思主义统一工人党（西班牙語：Partido Obrero de Unificación Marxista），简称马统工党（POUM），是西班牙历史上的一个共产主义政党。1935年，该党由托派政党西班牙共产主义左翼和“右翼反对派”组织工农集团合并而成，这一合并违背列夫·托洛茨基的意愿。该党成立后，加入国际革命马克思主义中心（“伦敦局”）。1936年，该党参加人民阵线。在西班牙内战期间，该党表现活跃，但由于其政治立场遭到亲莫斯科的西班牙共产党和加泰罗尼亚统一社会党的排挤。英国作家乔治·奥威尔曾加入该党领导的民兵组织。共和派输掉西班牙内战后，该党成员或流亡海外，或转入地下。1977年西班牙民主转型后，该党重新获得合法地位。但与其它原来的主要左翼政党不同，该党未能在新的政治环境中得到恢复、发展。1980年5月，该党停止活动，尽管该党从未正式宣布解散。
该党的意识形态是共产主义、马克思主义、中间马克思主义、不可能主义、反斯大林主义。该党的政治立场是左翼至极左翼。